# Manu Calleja
Emmanuel Calleja Renedo (Beranga, 27 de mayo de 1975), conocido como Manu Calleja, es un exfutbolista y entrenador español. Actualmente entrena al club de la Segunda Federación, de la Real Sociedad Gimnástica de Torrelavega.

## Trayectoria
Como jugador, solo jugó en el Campiezo de Beranga, ya que muy pronto optó por completar su formación (Magisterio en Educación Física y Gestión en Entidades Deportivas) y trasladar sus conocimientos desde el banquillo. De hecho, el cántabro cuenta con el título de entrenador nivel tres y UEFA Pro-A, lo que le permite entrenar también en el extranjero.
En la temporada 2002/2003, fue segundo entrenador de la SD Noja en Segunda B, miembro del cuerpo técnico. En la siguiente temporada, 2003/2004, fue entrenador regional de fútbol en SD Noja B en el que estuvo durante dos temporadas, consiguiendo el ascenso a la categoría preferente en la primera de ellas y la permanencia en la segunda.
En la temporada 2004/2005, fue entrenador en 3ª División de la SD Noja. Consiguiendo jugar play-off de ascenso a Segunda B. Fue eliminado por el Club Portugalete.
En la temporada 2005/2006, fue entrenador en tercera división de la SD Noja. Consiguiendo jugar play-off de ascenso a Segunda B. En el play-off eliminaron al Fundación Logroñés, perdiendo el ascenso en el último partido en Barbastro (Huesca). En esta temporada fue distinguido por el Colegio Cántabro de Entrenadores por la temporada realizada. También fue director deportivo SD Noja, responsable de la secretaria técnica, así como de la organización del fútbol base.
En enero de 2007, llegó al Santoña CF, tras el cese del anterior entrenador, ocupando el equipo la última posición del campeonato, con una diferencia de cinco puntos con la zona de salvación. Finalizó consiguiendo salvar la categoría, terminando en la 12.ª posición.
En la temporada 2007/2008, además de entrenador del entrenador del Santoña CF, fue ojeador e informador del CD Guadalajara para el Grupo 2 de Segunda B. Realizaba los informes de los rivales de CD Guadalajara de Segunda B, así como la captación de jugadores sub-23 para dicho equipo.
En la temporada 2008/2009, vuelve como entrenador de la SD Noja. Comienza a entrenar el equipo en el mes de enero, ascendiendo hasta la segunda posición del campeonato y asegurando los play-off de ascenso. Eliminando al Alcobendas en primera ronda, en segunda a la Unión CF y perdiendo el ascenso en tercera ronda frente al CD Izarra.
En la siguiente temporada fue entrenador de la SD Noja desde comienzo de temporada, ganando la fase regional de Copa Federación y siendo campeón de tercera división.
En 2010, fue entrenador del USD Douala (primera división en Camerún) y director de Academy Daga Young Stars de Douala de junio a diciembre.
Desde diciembre de 2010 hasta final de temporada, fue entrenador de UD Logroñés “B”, además de responsable del fútbol base y adjunto a la secretaria técnica.
Más tarde, entrenaría al Club Portugalete, otra temporada más en Tercera división.
En la temporada 2014-15, entrena al Balmaseda CF, con el que logró la permanencia en el grupo cuarto (País Vasco) de Tercera.

En la temporada 2015-16, entrena al UB Conquense, consiguiendo ganar la liga en Tercera División y, con ello, clasificar a la fase de ascenso al club blanquinegro. Primero el Extremadura, y posteriormente la UD Mutilvera, dejaron sin ascenso al equipo de Cuenca.
En junio de 2016, no renueva con la Unión Balompédica Conquense y firma nuevo técnico del Al Nasr, conjunto que milita en la máxima categoría en Omán. A los pocos meses tuvo que abandonar el proyecto tras algunos problemas de salud que le llevaron a tener que trasladarse a España para ser operado.
En enero de 2017, sustituye a Frank Castelló en el banquillo del CD Castellón del Grupo V de la Tercera División.
En junio de 2017 ficha por el equipo Yugo-Unión Deportiva Socuéllamos Club de Fútbol. Tras finalizar la temporada como tercer clasificado, disputa la promoción de ascenso a Segunda División B, siendo eliminados en la tercera eliminatoria. Tras finalizar la competición, comunica que no seguirá en el club por motivos personales.
El 26 de noviembre de 2021, firma por el Olympiakos Volou de la Segunda Superliga de Grecia.
El 23 de mayo de 2022, firma por el Herrera FC de la Primera División de Panamá, al que dirige hasta el 22 de septiembre de 2022, cuando sería destituido y relevado por su segundo entrenador Miguel Corral.
El 14 de diciembre de 2022, firma como entrenador del CD Ibiza de la Segunda División RFEF, sustituyendo a Raúl Garrido.
El 27 de marzo de 2023, el preparador cántabro es destituido al frente del conjunto ibicenco tras los resultados cosechados de las últimas semanas, dejando al conjunto en puesto de descenso a la Tercera Federación.
El 29 de mayo de 2023, firma por el Arenas Club de la Segunda Federación.
El 31 de octubre de 2023, es destituido como entrenador del Arenas Club de la Segunda Federación.
A finales del mes de enero de 2025, firma con el objetivo de mantener la categoría, la Segunda Federación, con la Real Sociedad Gimnástica de Torrelavega.

## Clubes como entrenador
| Club                            | País    | Año       |
| ------------------------------- | ------- | --------- |
| S. D. Noja                      | España  | 2004-2006 |
| Santoña C. F.                   | España  | 2007-2008 |
| S. D. Noja                      | España  | 2009-2010 |
| Union Douala                    | Camerún | 2010-2011 |
| U. D. Logroñés "B"              | España  | 2011      |
| Club Portugalete                | España  | 2011-2012 |
| S. D Balmaseda F. C.            | España  | 2013-2015 |
| U. B .Conquense                 | España  | 2015-2016 |
| Al-Nasr                         | Omán    | 2016      |
| C. D. Castellón                 | España  | 2017      |
| Yugo-U. D. Socuéllamos C. F.    | España  | 2017-2018 |
| C. D. Toledo                    | España  | 2018-2020 |
| C. D. Laredo                    | España  | 2020      |
| Olympiakos Volou                | Grecia  | 2021-2022 |
| Herrera F. C.                   | Panamá  | 2022      |
| C. D Ibiza Islas Pitiusas       | España  | 2022-2023 |
| Arenas Club                     | España  | 2023      |
| R. S. Gimnástica de Torrelavega | España  | 2025-     |